# Jason Jaspers
Jason Matthew Jaspers (* 8. April 1981 in Thunder Bay, Ontario) ist ein ehemaliger deutsch-kanadischer Eishockeyspieler und derzeitiger -trainer, der im Verlauf seiner aktiven Karriere zwischen 1998 und 2019 unter anderem fast 700 Spiele für die Adler Mannheim, Kölner Haie, Nürnberg Ice Tigers, Iserlohn Roosters, Eisbären Berlin und Grizzlys Wolfsburg in der Deutschen Eishockey Liga (DEL) auf der Position des Centers bestritten hat. Darüber hinaus absolvierte Jaspers weitere neun Partien für die Phoenix Coyotes in der National Hockey League (NHL). Seit Mai 2024 trainiert er den italienischen ICEHL-Teilnehmer HC Pustertal.

## Karriere

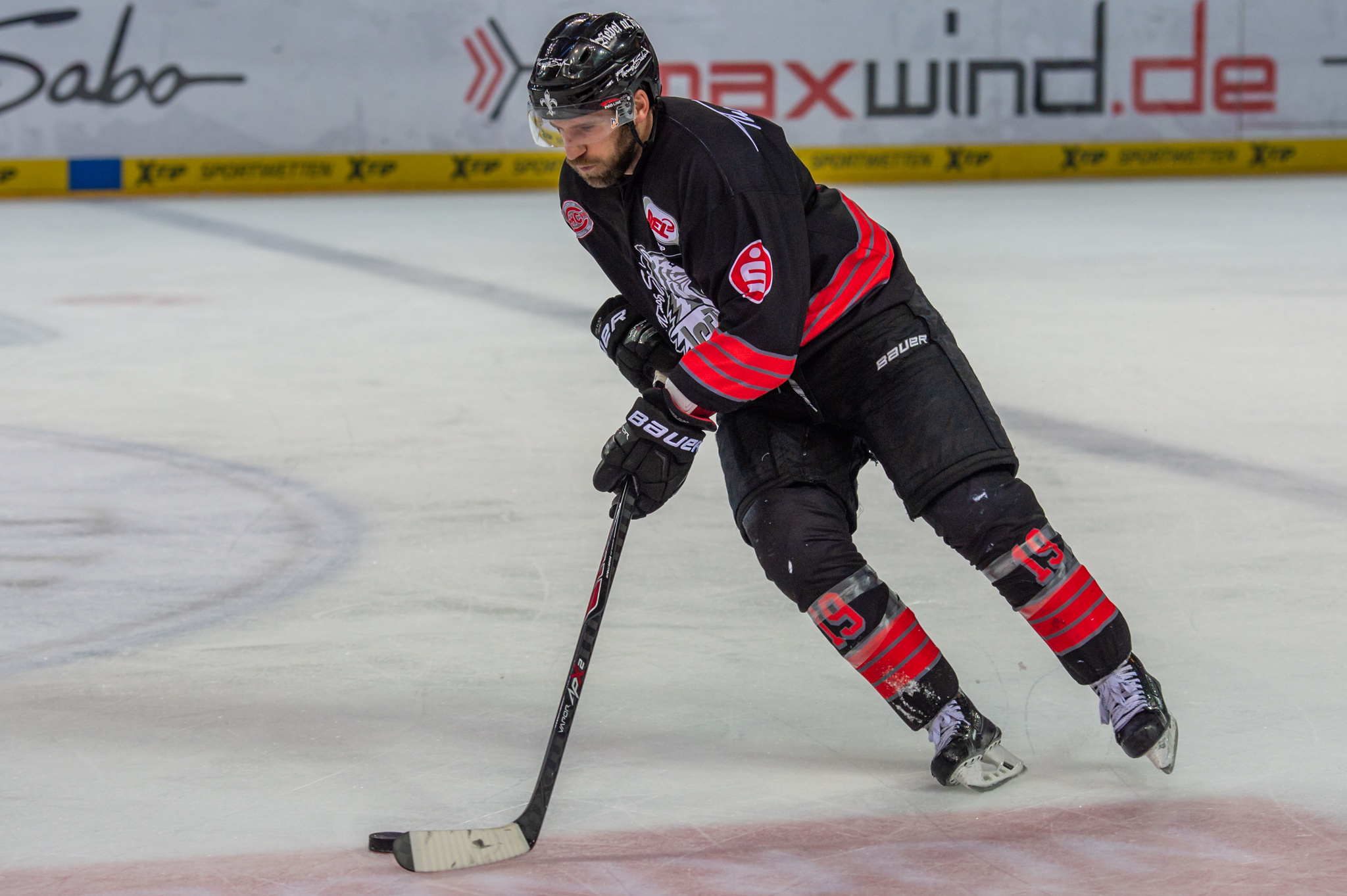
Jaspers im Trikot der Nürnberg Ice Tigers (2014)

Jaspers wechselte im Sommer 1998 von den Thunder Bay Kings zu den Sudbury Wolves, ein Team aus der kanadischen Profijuniorenliga Ontario Hockey League. Für die Wolves spielte er bis 2001, in seiner letzten Spielzeit in der OHL schaffte er den Sprung ins OHL-Second All-Star Team und gewann zudem OHL Plus/Minus Award. Beim NHL Entry Draft 1999 war Jaspers in der dritten Runde an der 71. Position von den Phoenix Coyotes gezogen worden, für die er in der folgenden Saison seine ersten drei NHL-Einsätze absolvierte. Die meiste Zeit spielte er allerdings bei den Springfield Falcons, dem damaligen Farmteam der Coyotes in der American Hockey League. An dieser Tatsache änderte sich auch in den folgenden Jahren nichts, da es Jaspers nicht gelang, einen Stammplatz im NHL-Kader zu erhalten. In der Spielzeit 2003/04 stand er aus diesem Grund das letzte Mal in der höchsten nordamerikanischen Profiliga auf dem Eis.
Aufgrund mangelnder Perspektive in Nordamerika plante Jaspers bereits zu dieser Zeit, seine Karriere in Deutschland fortzusetzen. Ein Transfer zu den Nürnberg Ice Tigers scheiterte jedoch, sodass er weiter in der AHL spielte. Nach der Saison 2005/06 wechselte Jaspers dann von den Falcons für zunächst ein Jahr zu den Adler Mannheim, mit denen er in der Saison 2006/07 die Deutsche Meisterschaft gewann. Sein Vertrag in Mannheim wurde bis 2009 verlängert. Zur Saison 2009/10 wechselte Jason Jaspers zu den Kölner Haien, wo er zunächst einen Ein-Jahres-Vertrag unterschrieb, der jedoch anschließend um zwei weitere Spielzeiten verlängert wurde. Im April 2012 wechselte er zu den Nürnberg Ice Tigers. Im Juni 2015 wechselte er zur bevorstehenden Saison zu den Iserlohn Roosters. Nach einer starken Saison in Iserlohn verlängerte er seinen Vertrag bei den Roosters um ein Jahr und wurde nach dem Abgang von Mike York zum Mannschaftskapitän ernannt. Nach drei Jahren in Iserlohn nahm er an der Saisonvorbereitung bei den Eisbären Berlin teil und erhielt im September 2018 einen Einjahresvertrag. Am 10. Oktober 2018 wechselte er zu den Grizzlys Wolfsburg, wo er seine Karriere nach der Spielzeit beendete.
Zur Saison 2020/21 wurde Jaspers als Trainer von Esbjerg Energy aus der dänischen Metal Ligaen verpflichtet und erreichte mit Esbjerg dreimal das Playoff-Halbfinale und 2024 das Finale um die dänische Meisterschaft. Seit Mai 2024 ist Jaspers Cheftrainer des HC Pustertal.

### International
Mit der kanadischen U20-Nationalmannschaft nahm Jaspers an der U20-Junioren-Weltmeisterschaft 2001 teil, bei der er mit der Mannschaft die Bronzemedaille gewann. In sieben Turnierspielen erzielte er dabei ein Tor. Die kanadischen A-Nationalmannschaft repräsentierte er im Rahmen des Deutschland Cup 2006.

## Erfolge und Auszeichnungen
- 2000 OHL Second All-Star Team
- 2001 Bronzemedaille bei der U20-Junioren-Weltmeisterschaft
- 2007 Deutscher Meister mit den Adler Mannheim

## Karrierestatistik

### International
Vertrat Kanada bei:
- U20-Junioren-Weltmeisterschaft 2001

(Legende zur Spielerstatistik: Sp oder GP = absolvierte Spiele; T oder G = erzielte Tore; V oder A = erzielte Assists; Pkt oder Pts = erzielte Scorerpunkte; SM oder PIM = erhaltene Strafminuten; +/− = Plus/Minus-Bilanz; PP = erzielte Überzahltore; SH = erzielte Unterzahltore; GW = erzielte Siegtore; 1 Play-downs/Relegation; Kursiv: Statistik nicht vollständig)